# Ján Štrba
Ján Štrba (* 3. června 1952, Slovenský Grob) je slovenský fotograf.

## Život
Narodil se ve Slovenském Grobu. Je absolventem Střední průmyslové školy elektrotechnické v Bratislavě. V roce 1974 se začal věnovat fotografii. Ve stejném roce se stal prvním koncertem, kde Štrba fotil, koncert skupiny Fermata v Trnavě.[zdroj?] Od roku 1983 žije v Pezinku a většinu života pracoval jako technik na Farmaceutické fakultě Univerzity Komenského v Bratislavě.
Publikoval dvě monografie, Taký vzdialený deň (2002) a Návrat (ne)strateného (2012), a fotopublikaci Pezinok 1208 – 2008. Mezitím vyšlo několik knih s jeho fotografiemi hudebníků a koncertů, například atmosféry Koncertů mládí na amfiteátru v Pezinku, které byly součástí různých vzpomínkových výstav a knihy.
Spolu s Petrem Bittnerem je autorem knihy Pezinok – Musictown z roku 2021 a v roce 2024 se spolu s Bittnerem a Pavlem Borišem stal spoluautorem druhého vydání knihy Pezinok – bigbeatown.
Je ženatý a s manželkou Ludmilou mají syny Matěje a Jakuba.